# Solitary Ground
Solitary Ground – singiel holenderskiej grupy Epica, grającej metal symfoniczny, który pochodzi z ich drugiego studyjnego albumu Consign to Oblivion.

## Lista utworów
1. "Solitary Ground" (soundtrack version) – 4:06
2. "Solitary Ground" (remix) – 3:10
3. "Mother of Light" (no grunt version) – 5:58
4. "Palladium" (previously unreleased track) – 2:54